# Teen Choice Awards
Teen Choice Awards är en gala som brukas hålla av Fox. Den är till för att hedra årets största TV-, sport-, film- och musikstjärnor och händelser, som är framröstade av tonåringar 13 - 19 år. Galan brukar vara stjärnspäckad, med en del liveframträdanden. Vinnaren får en riktig surfingbräda, designad med ett sommartema. Programmet brukas sändas under augusti månad.

## Sammanfattning
| År   | Ceremoni datum     | Visningsdatum      | Värdar                                                                         | Artister                                                                        |
| ---- | ------------------ | ------------------ | ------------------------------------------------------------------------------ | ------------------------------------------------------------------------------- |
| 1999 |                    | Söndag, 1 augusti  | Ingen värd                                                                     | - Britney Spears - *NSYNC feat. Gloria Estefan - Blink-182 - Christina Aguilera |
| 2000 |                    | Söndag, 6 augusti  | Ingen värd                                                                     | - 98 Degrees - BBMAK - No Doubt - Enrique Iglesias                              |
| 2001 |                    | Sunday, August 12  | Ingen värd                                                                     | - Usher - Shaggy - Aaron Carter feat. Nick Carter                               |
| 2002 |                    | Söndag, 4 augusti  | Ingen värd                                                                     | - Nelly - Jennifer Love Hewitt - BBMAK                                          |
| 2003 |                    | Söndag, 2 augusti  | - David Spade                                                                  | - Kelly Clarkson - Evanescence - The Donnas                                     |
| 2004 |                    | Söndag, 8 augusti  | - Paris Hilton Nicole Richie                                                   | - Blink-182 - Ashlee Simpson - JoJo - Lenny Kravitz                             |
| 2005 |                    | Söndag, 14 augusti | - Hilary Duff - Rob Schneider                                                  | - Gwen Stefani - Black Eyed Peas - Pussycat Dolls - Simple Plan                 |
| 2006 |                    | Söndag, 20 augusti | - Dane Cook - Jessica Simpson                                                  | - Kevin Federline - Nelly Furtado feat. Timbaland - Rihanna                     |
| 2007 | Söndag, 26 augusti | Måndag, 27 augusti | - Hilary Duff - Nick Cannon                                                    | - Kelly Clarkson - Avril Lavigne - Fergie - Shop Boyz                           |
| 2008 | Söndag, 3 augusti  | Måndag, 4 augusti  | - Miley Cyrus                                                                  | - Miley Cyrus - Mariah Carey - AC/DC - M&M Cru                                  |
| 2009 | Söndag, 9 augusti  | Måndag, 10 augusti | - Jonas Brothers                                                               | - Jonas Brothers - Sean Kingston - Miley Cyrus - Black Eyed Peas                |
| 2010 | Söndag, 8 augusti  | Måndag, 9 augusti  | - Katy Perry - Från Glee: Cory Monteith Kevin McHale Chris Colfer Mark Salling | - Jason Derulo - Travie McCoy feat. Bruno Mars - Katy Perry - Diddy-Dirty Money |
| 2011 | Söndag, 7 augusti  | Söndag, 7 augusti  | - Kaley Cuoco                                                                  | - Jason Derulo - Will.I.Am - Selena Gomez & the Scene - OneRepublic             |

## Priskategorier

### Film
- Choice Movie: Action
- Choice Movie: Action Actor
- Choice Movie: Action Actress
- Choice Movie: Drama
- Choice Movie: Drama Actor
- Choice Movie: Drama Actress
- Choice Movie: Romantic Comedy
- Choice Movie: Romantic Comedy Actor
- Choice Movie: Romantic Comedy Actress
- Choice Movie: Thriller
- Choice Movie: Thriller Actor
- Choice Movie: Thriller Actress
- Choice Movie: Comedy
- Choice Movie: Comedy Actor
- Choice Movie: Comedy Actress
- Choice Movie: Fantasy
- Choice Movie: Fantasy Actor
- Choice Movie: Fantasy Actress
- Choice Movie: Sci-Fi
- Choice Movie: Sci-Fi Actor
- Choice Movie: Sci-Fi Actress
- Choice Movie: Breakout Male
- Choice Movie: Breakout Female
- Choice Movie: Kiss
- Choice Movie: Fight
- Choice Movie: Villain
- Choice Movie: Animated
- Choice Movie: Hissy Fit

### TV
- Choice TV: Drama Series
- Choice TV: Action/Adventure Series
- Choice TV: Comedy Series
- Choice TV: Reality
- Choice TV: Reality Competition
- Choice TV: Late Night
- Choice TV: Breakou Series
- Choice TV: Drama Actor
- Choice TV: Drama Actress
- Choice TV: Action/Adventure Actor
- Choice TV: Action/Adventure Actress
- Choice TV: Comedy Actor
- Choice TV: Comedy Actress
- Choice TV: Actor Breakout
- Choice TV: Actress Breakout
- Choice TV: Parental Unit
- Choice TV: Sidekick
- Choice TV: Villain
- Choice TV: Fab-u-lous
- Choice TV: Animated Show
- Choice TV: Personality
- Choice TV: Reality/Variety Star
- Choice TV: Female Scene Stealer
- Choice TV: Male Scene Stealer

### Musik
- Choice Music: Single
- Choice Music: Collaboration
- Choice Music: Female Artist
- Choice Music: Male Artist
- Choice Music: Love Song
- Choice Music: Hook Up Song
- Choice Music: Pop Track
- Choice Music: Rap Artist
- Choice Music: Rap/Hip-Hop Track
- Choice Music: R&B Artist
- Choice Music: R&B Track
- Choice Music: Rock Band
- Choice Music: Rock Track
- Choice Music: Country Group
- Choice Music: Country Artist Female
- Choice Music: Country Artist Male
- Choice Music: Breakout Artist Female
- Choice Music: Breakout Artist Male
- Choice Music: Tour
- Choice Music: Soundtrack
- Choice Music: Rap/Hip-Hop Album
- Choice Music: Pop Album
- Choice Music: R&B Album
- Choice Music: Country Album
- Choice Music: Group

### Sport
- Choice Male Athlete
- Choice Female Athlete
- Choice Action Sports Female
- Choice Action Sports Male
- Choice Cheese Rolling Sports

### Sommarkategori
- Choice Summer: Movie - Action Adventure
- Choice Summer: Movie - Comedy
- Choice Summer: Movie - Drama
- Choice Summer: Movie - Romance
- Choice Summer: Movie Actor
- Choice Summer: Movie Actress
- Choice Summer: TV Show
- Choice Summer: TV Actor
- Choice Summer: TV Actress
- Choice Summer: Hissy Fit
- Choice Summer: Song

### Okategoriserad
- 2010 - Choice Movie
- Choice Hottie (male)
- Choice Hottie (female)
- Choice Red Carpet Icon (female)
- Choice Red Carpet Icon (male)
- Choice Web Star
- Choice Twit award
- Choice Fab-u-lous!
- Choice Fanatic Fans

### Speciella priser
Extraordinary Achievement
- 2000 - Serena & Venus Williams
- 2001 - Sarah Michelle Gellar
- 2002 - Reese Witherspoon

Visionary Award
- 2005 - Gwen Stefani

Ultimate Choice Award
- 2003 - Mike Myers
- 2007 - Justin Timberlake
- 2009 - Britney Spears
- 2011 - Taylor Swift